# الاتفاقية الدولية لحماية حقوق جميع العمال المهاجرين وأفراد أسرهم
الاتفاقية الدولية لحماية حقوق جميع العمال المهاجرين وأفراد أسرهم هي معاهدة متعددة الأطراف هدفها حماية العمال المهاجرين وأسرهم اعتمدت من قبل الجمعية العامة للأمم المتحدة في 18 ديمسبر 1990 ودخلت حيز النفاذ في 1 يوليو 2003.

## روابط خارجية
- النص الكامل للإتفاقية (اللغة العربية)